# Larkspur (California)
Larkspur è una città degli Stati Uniti d'America, situata in California, nella contea di Marin.

## Infrastrutture e trasporti
La città di Larkspur è servita dal servizio ferroviario suburbano Sonoma-Marin Area Rail Transit.